# Hyssia stigmatosa
Hyssia stigmatosa är en fjärilsart som beskrevs av Dyar 1920. Hyssia stigmatosa ingår i släktet Hyssia och familjen nattflyn. Inga underarter finns listade i Catalogue of Life.